# Slava Amiràgov
Slava Amiràgov (rus: Слава Львович Амирагов)  (Minsk, 24 de març de 1926 - valor desconegut, 3 de setembre de 1990) fou un remer rus que va competir sota bandera soviètica durant les dècades de 1940 i 1950.
El 1952 va prendre part en els Jocs Olímpics d'Estiu de Hèlsinki, on guanyà la medalla de plata en la prova del vuit amb timoner del programa de rem. Quatre anys més tard, als Jocs de Melbourne, quedà eliminat en semifinals en la mateixa prova.
En el seu palmarès també destaquen tres medalles d'or al Campionat d'Europa de rem en la prova del vuit amb timoner, el 1953, 1954 i 1955; així com quatre campionats soviètics en el vuit amb timoner (1952-1954 i 1956). Una vegada retirat va treballar com a professor a l'Institut d'Aviació de Moscou.